# Мартьянов, Дмитрий Константинович
Дми́трий Константи́нович Мартья́нов (21 сентября 1857 — ?) — лесопромышленник из крестьян, депутат Государственной думы I созыва от Вологодской губернии.

## Биография
Из крестьян села Заврага Семёнковской волости Вологодского уезда Вологодской губернии. Образование начальное. До 1882 года состоял на военной службе, после увольнения в запас занялся торговлей лесом. Лесопромышленник. Имел душевой крестьянский надел. Выступал за крестьянское самоуправление и демократизацию земства. Беспартийный. Вологодский уездный исправник в своём рапорте губернатору характеризовал Д. К. Мартьянова как «сторонника „Союза русских людей“… поведения и нравственных качеств хороших, ни к каким политическим партиям и организациям не принадлежит, обладает верноподданническими чувствами и средней подготовленностью в суждениях по государственным вопросам». Сам себя Мартьянов характеризовал: «Я человек среднего ума, с мягким сердцем, немного знающий, но вполне сознаю важность дела». Перед отъездом депутата было опубликовано заявление односельчан Мартьянова: "… если наши права защищать не будешь, напустим на тебя «красного петуха». Как сообщала «Северная земля»: «Д. К. Мартьянов подал заявление в страховое бюро земской управы о застраховании его жилых и нежилых построек по возможно высокой оценке. Его родственники делают то же самое».
26 марта 1906 избран в Государственную думу I созыва от общего состава выборщиков Вологодского губернского избирательного собрания. Трудовики в своём издании "Работы Первой Государственной Думы"его политическую позицию Мартьянова характеризуют как «Беспартийный, правый» с оговоркой, что такая характеристика относится к тем депутатам, которые, поселившись на казенной квартире Ерогина, остались беспартийными или примкнули к правым партиям. Состоял в комиссии по исполнению государственной росписи доходов и расходов. В Думе полностью ориентировался на мнение предводителя Вологодского дворянства, депутата Н. Н. Андреева. Крестьяне Сычёвской волости Вологодского уезда направили в Думу телеграмму: «Приветствуем члена трудовой группы Щипина, выражаем своё недоверие и порицание забывшим свои обещания Андрееву, Мартьянову, Федотовскому, Шемякину. Могли бы подтвердить тысячью подписей».
Дальнейшая судьба и дата смерти неизвестны.

## Семья
Женат, имел сына и двух дочерей.